# Kljake
Kljake su naselje u sastavu Općine Ružić, u Šibensko-kninskoj županiji. Nalaze se u jugoistočnom dijelu Petrova polja u podnožju Moseća.

## Stanovništvo
Prema popisu iz 2011. naselje je imalo 261 stanovnika.
| broj stanovnika | 702   | 650   | 670   | 676   | 790   | 794   | 783   | 944   | 1172  | 900   | 925   | 1035  | 724   | 509   | 340   | 261   | 173   |
|                 | 1857. | 1869. | 1880. | 1890. | 1900. | 1910. | 1921. | 1931. | 1948. | 1953. | 1961. | 1971. | 1981. | 1991. | 2001. | 2011. | 2021. |

## Znamenitosti
- crkva svetog Ilije iz 1832.

## Poznate osobe
- Žan Ojdanić, najslavniji Torcidaš
- Ecija Ojdanić, hrvatska glumica